# سیستو پرالتا
سیستو پرالتا (اسپانیایی: Sixto Peralta‎؛ زادهٔ ۱۶ آوریل ۱۹۷۹) بازیکن فوتبال اهل آرژانتین است.

## باشگاهی
از باشگاه‌هایی که در آن بازی کرده‌است می‌توان به باشگاه فوتبال تیگرس اونال، باشگاه فوتبال سی‌اف‌آر کلوژ، باشگاه فوتبال ریور پلاته، باشگاه فوتبال تورینو، باشگاه فوتبال ایپسویچ تاون، باشگاه فوتبال اینتر میلان، باشگاه فوتبال راسینگ کلوب آویاندا، و باشگاه فوتبال اتلتیکو هوراکان اشاره کرد.

## تیم ملی
وی همچنین در تیم‌های ملی فوتبال Argentina national under-17 football team و زیر ۲۰ سال آرژانتین بازی کرده‌است.